# ایست‌وود (میشیگان)
ایست‌وود (به انگلیسی: Eastwood) یک منطقهٔ مسکونی در ایالات متحده آمریکا است که در شهرستان کالامازو، میشیگان واقع شده‌است. ایست‌وود ۵٫۲ کیلومتر مربع مساحت و ۶٬۳۴۰ نفر جمعیت دارد و ۲۶۲ متر بالاتر از سطح دریا واقع شده‌است.